# Aethomys ineptus
Aethomys ineptus là một loài động vật có vú trong họ Chuột, bộ Gặm nhấm. Loài này được Thomas & Wroughton mô tả năm 1908.